# 五等分の花嫁
『五等分の花嫁』（ごとうぶんのはなよめ）は、春場ねぎによる日本の漫画作品。『週刊少年マガジン』（講談社）2017年8号に読み切りとして掲載。後に読者アンケートの結果を受け、『週刊少年マガジン』にて2017年36・37合併号から2020年12号まで連載された。同誌2022年25号では、「122+1話」として読み切りが掲載された。
1人の男子高校生が五つ子の女子高生の家庭教師を務めるというラブコメディで、五つ子のうちの1人との結婚を控えた主人公が高校時代を回想する形で描かれる。2019年5月に第43回講談社漫画賞の少年部門を受賞。
2022年12月時点で累計発行部数は2000万部を突破している。
原作及びアニメでは愛知県東海市をモデルとしている。

## あらすじ
結婚式当日、式場の部屋で微睡んでいた新郎の上杉風太郎は妻と初めて出会ったときを思い出す。
当時、高校2年生の風太郎は、成績優秀だが生家が借金を抱えており、貧乏生活を送っていた。ある日、風太郎は中野五月という転校生と知り合い、勉強を教えるよう乞われる。しかし風太郎はこれを断り、さらに放った一言が彼女の怒りを買ってしまう。その直後、風太郎は妹から「富豪の娘の家庭教師」というアルバイトの話を聞かされ、借金返済のためにその仕事を引き受ける。
風太郎の仕事は、五月を含む五つ子姉妹に勉強を教え、全員を高校卒業まで導くというものだった。落第寸前の成績であるにもかかわらず勉強する意欲すら見せない5人に頭を抱える風太郎だったが、夏祭りなどを通して五つ子と交流する中で、はじめから比較的協力的だった四女・四葉に加え、三女・三玖と長女・一花の信頼を勝ち取ることに成功する。だが、次女・二乃と五女・五月の協力は得られないまま、風太郎が家庭教師に就いて初となる中間試験を迎える。テストの結果は前回より上昇していたものの、赤点は避けられず、家庭教師を続ける条件として5人全員が赤点を回避することを課されていた風太郎は、5人にアドバイスを残し去ろうとする。しかし、それまでは非協力的だった二乃が「（それぞれ個別の1科目だけだが）赤点を回避した」と報告し風太郎を庇ったことで、ひとまず家庭教師を続けられることになる。

## 登場人物
担当声優はアニメ版のもの。

### 主要人物
上杉 風太郎（うえすぎ ふうたろう）
声 - 松岡禎丞、田村睦心（小6時）
本作の主人公。旭高校2年生→3年生。4月15日生まれ。身長178cm。
常にテストで満点を取る学年首席の優等生。鋭い三白眼と頭頂部から生えた枝分かれ状のアホ毛が特徴的。真面目な勤勉家であるものの、独りよがりで屁理屈を言うなど社交性は皆無に等しい。他者に対して高圧的な態度を取ることが多く、思ったことを口走っては反感を買うことがしばしば。
中野姉妹と向き合っていくうちに真摯な面を見せていき、人間として大きく成長していく。頭脳面で優秀な反面、身体能力の方はかなり低く、五姉妹で最も運動音痴な三玖と同レベルという有り様。また、洞察力も鋭く、姉妹の悩みや個人の問題などにも気付いており、その度に解決に導いている。信頼を得るために努力を重ねたり、ひたむきに相手と向き合うなど実際の性格は相手に寄り添える思いやりのある性格。クラスでは友人らしき人物はおらず、なるべく人と関わらないようにしている。当初は中野姉妹との間に溝があったものの上述の一面もあって現在は強い信頼と好意を向けられている。ただし本人はあくまで家庭教師としての情しか姉妹に無いため、彼女達からの信頼や好意には戸惑い気味である。今までに恋愛経験も無いため非常にその手の話に疎いが、初恋の相手が姉妹の中にいることは薄々気付いていた。
実は小学生のころは不良少年だった過去があり、当時は髪も金髪に染めていた。このころはヤンチャなガキ大将といった感じの性格で、普通に友人もいた。現在は更生しているが、金髪時代の写真は高校の生徒手帳に挟んで保管している。なお、少年時代には中野姉妹と知らずに面識を持っている。
3年に進級時、中野姉妹の父親の思惑で姉妹と同じクラスになり、四葉の推薦で学級長に任命される。

#### 五姉妹
本作のヒロインである一卵性の五姉妹。5月5日生まれ。但し、中野五月のみ単行本14巻のキャラクター紹介で「日を跨いだ瞬間生まれた」と紹介されている事から、暦の上での正式な誕生日は5月6日生まれである。しかしながら「このことは誰も深く掘り下げないようにしている」と続いており、各種イベント等での生年は、全員が5月5日生まれという設定で執り行われる。
以前はお嬢様学校である黒薔薇女子に通っていたが、成績不振により落第しかけたため義父の伝手で旭高校に転校してきた。高級タワーマンションの最上階に住んでいたが、後に小さなアパートに引っ越している。3年の新学期からは全員風太郎と同じクラスになる。
小学生の時までは外見・内面共に傍目にも見分けが付かなかったが、母親との死別を機にそれぞれの個性が強くなっていった。当時の髪型は額を出したロングヘアーで、物語前半における二乃の髪型はその名残である。
コミックス第1巻の発売を記念して制作されたテレビCMとPVでは、五つ子の声を四葉役の佐倉綾音が全て担当していたが、アニメ版ではそれぞれ別個にキャスティングがされている。
中野 一花（なかの いちか）
声 - 花澤香菜
五姉妹の長女。アシンメトリー調のショートヘアと右耳に填めたピアスが特徴的。イメージカラーは黄色。風太郎のことを「フータローくん」と呼ぶ。五つ子の中では数学が得意。
からかい上手の小悪魔的な性格だが、面倒見のよいお姉さん気質。長姉として日頃から妹たちのことを気にかけており、同じ歳であるはずの風太郎にもお姉さんぶっては時折アドバイスを送っているものの、気遣いが行き過ぎてしまい、自分自身の気持ちを押し殺してしまいがち。また、そんな性分に反して私生活はかなりズボラで怠惰、自室は汚部屋と化しており、寝ている間にショーツ以外脱ぐ癖がある。
駆け出しの女優であり、学業の傍ら家族にも秘密にして細々と活動していた。そんな折、自分の夢を知った上で応援してくれた風太郎に対し、好意を抱くようになる。風太郎と自分達の現在の関係に居心地の良さを感じると同時に自身の恋心とのジレンマを感じていたが、四葉の言葉によって自分の気持ちに素直になる。
中野 二乃（なかの にの）
声 - 竹達彩奈
五姉妹の次女。黒いリボンで結ったツーサイドアップが特徴的。イメージカラーは黒。風太郎のことを「上杉」と呼ぶ。五つ子の中では英語が得意。
勝気でヒステリックな毒舌家だが、姉妹で最も繊細であり、姉妹を守るために風太郎を敵視したり、姉妹全員で花火大会を見ようと奮闘するなど姉妹思い。料理好きでオシャレに気を遣うなど女子力が高く、社交的で友人も多く、友人に山田（声 - 東城日沙子）と大鳥（声 - 佐倉薫）がいる。三玖曰く面食いであるとのこと。
当初は時折荒っぽい言動が目立ったが、次第に女子高生らしい口調に統一された。五つ子の自宅に踏み込んできた風太郎を最も煙たがり嫌悪感を全面的に向けており、五人のうち一人でも赤点を取れば家庭教師はクビということを知った後はチャンスと思うほどだったが、月日が経つにつれ態度は軟化し、彼を徐々に強く異性として意識するようになる。
金髪に染めた風太郎の顔が好みらしいが、当初は同一人物であることを知らないまま告白までしている。金髪のカツラを被った風太郎（通称「キンタロー」）に林間学校のときより好意を寄せていたが、後に風太郎であることを知り、動揺するも自身の気持ちを整理し、風太郎に告白する。告白した後は風太郎に自身を生徒ではなく異性と認識させようとする。
3年進級を機に家賃を姉妹で5等分することになってからは、風太郎と一緒にいたいがためにケーキ屋「REVIVAL」でバイトを始める。風太郎に対して積極的にアプローチしており、一花同様に他の姉妹に遠慮していないが、正々堂々とした方法で風太郎を振り向かせようと考えている。また、当初は「上杉」と呼び捨てであった風太郎のことを「フーくん」と呼ぶようになった。
中野 三玖（なかの みく）
声 - 伊藤美来
五姉妹の三女。右目が隠れる斜め分けのセミロングと常に首に掛けているヘッドフォンが特徴的。イメージカラーは青。風太郎のことを「フータロー」と呼ぶ。五つ子の中では社会が得意。
口数の少ないクールな性格だが、信頼した人物にはとても素直で風太郎への好意も認めている。そのため積極的に風太郎にアプローチしようとしているが、恋愛に関して奥手なためにあまり進展していない。風太郎と同様に大の運動音痴で料理下手だが、他の姉妹への変装が一番得意。無堂を追い払う時に五月に変装したときには全く満足しておらず、二乃曰く謎のプライドが芽生えているとのこと。成績は姉妹の中では良い方。
ゲームがきっかけで大の戦国マニアになった歴女だが、変わった趣味であることを自覚していたため他の姉妹にもずっと隠し続けてきた。自分の趣味と向き合い激励してくれた風太郎に、五つ子の中で最初に心を開き、好意を抱くようになる。当初は感情表現に乏しくドライな面が目立ったものの、次第に口数が増えて表情も豊かになる。
3年への進級後は、風太郎が好みだと言う「料理が上手い女性」を目指し、パン屋でバイトを始める。
中野 四葉（なかの よつば）
声 - 佐倉綾音
五姉妹の四女。ボブカットとウサギ調のリボンが特徴的。イメージカラーは緑。風太郎のことを「上杉さん」と呼ぶ。五つ子の中では国語が得意。
明るく前向きであり、人の役に立つことが好きで、頼み事を断りきれないお人好しな性格。一方で、自分の本心を明かさなかったり、自分に自信がないなど無邪気ではない面もある。身内以外には丁寧語で話す。姉妹の中で最も成績が悪く、風太郎からは「やる気があって頼りになるが一番の問題児」と評される。思考や趣味趣向は子供っぽく、一花曰く未だに小学生のころの下着を着用しているという。
運動能力が非常に高く、女子バスケ部や陸上部から助っ人を頼まれ本格的な入部を請われるほどの活躍を見せるが、ときにそれが勉強の妨げになってしまうこともある。
姉妹の中では最初から風太郎に友好的な態度を取り続けて反発したことがないが、辛口な発言もする。しかし時間を共にしていくことで自分の中で風太郎の存在は大きくなっていき、彼に勉強を教わりたいと想いを抱くようになる。黒薔薇女子在籍時に落第の懸かった追試で姉妹の中で一人だけ落ちてしまい、本来なら自分だけ転校するところを他の姉妹が気遣って一緒についてきてくれたという事情から、他の姉妹に罪悪感を抱いていたが、風太郎から四葉にもできることがあり、他の姉妹達の力になれることを教えられてからは自分に自信を持てるようになる。
3年への進級後は清掃のアルバイトを始める。
中野 五月（なかの いつき）
声 - 水瀬いのり
五姉妹の五女。若干クセのあるロングヘアーに、頭頂部から生えたアホ毛と星柄のヘアピンが特徴的。イメージカラーは赤。風太郎のことを「上杉君」と呼ぶ。五つ子の中では理科が得意。
真面目だが要領の悪い性格で、勉強もやる気があるがうまくいかない。誰にでも丁寧語を徹底している。
かなりの食いしん坊であり、作中でも食事シーンが多い。大の怖がりでオバケやホラー映画が苦手。五姉妹の中では亡くなった母親に最も懐いており、死後も母親の月命日である14日には欠かさず墓参りをしている。
風太郎の家の事情を知りながら、彼の家のご飯をおかわりしたり、風太郎が姉妹の悩みを解消する決心をした際に、嬉しさのあまり彼がいる混浴風呂にタオル一枚で突撃するなど、少々どこか抜けている面がある。
風太郎と高校で最初に出会った姉妹であり、クラスメイトになる。当初は自分から勉強を教えて欲しいと頼むも断られた挙げ句デリカシーのない一言を言われ、風太郎とは最悪な出会いを引きずり不仲が続いたが、次第に気を許すようになり喧嘩も少なくなっている。後に、母と同じ教師になる夢を抱くようになる。実父である無堂が零奈と自分たち五つ子を捨てたこともあり、男性に対しては潔癖な面がある。
お菓子業界では知る人ぞ知るレビュワー「M・A・Y」としての顔も持っている。
3年への進級後、塾講師の手伝いのアルバイトを始める。
写真の少女
声 - 京花優希
本作のキーパーソン。風太郎の回想シーンでたびたび登場する。五姉妹のうちの誰か。
小学生時代の風太郎に京都の修学旅行で出会い、彼が勉強に取り組む契機を作った人物。当時のツーショット写真を、風太郎は生徒手帳に挟んで所持していた。
それ以降1度も会うことはなかったが、五姉妹の家庭教師となった後、自信喪失していた風太郎の前に再び現れ「零奈」と名乗る。風太郎に励ましの言葉をかけたが、その真意を語らず別れを告げて姿を消した。

### 上杉家
上杉 らいは（うえすぎ らいは）
声 - 高森奈津美
風太郎の妹。小学6年生→中学1年生。
兄とは対照的に明るく素直で社交的な性格。ただし、稀に風太郎に毒を吐くことがある。上杉家の家事担当で風太郎の散髪までこなしている。その健気さ故に風太郎から溺愛され、五姉妹（特に四葉と五月）からも気に入られている。
上杉 勇也（うえすぎ いさなり）
声 - 日野聡
風太郎とらいはの父親。金髪と額にかけたサングラスが特徴的。カメラを扱う仕事をしている。マルオとは学生時代からの付き合いにして悪友。零奈の元教え子。
妻に先立たれて以降、男手ひとつで子供2人を育て上げてきた苦労人。ワイルドかつ砕けた性格。
風太郎の母
風太郎とらいはの母親であり、勇也の妻。自分の店を出すのが夢だったが、風太郎の結婚式から10年以上前に事故で亡くなっている。アニメ1期や映画では青色の髪をした女性として描かれている。

### 中野家
中野 マルオ（なかの マルオ）
声 - 黒田崇矢
五姉妹の継父。病院を営んでいる資産家。勇也とは学生時代からの付き合いにして悪友であり、下の名で呼ばれている。零奈の元教え子。
学生時代は不動の学年トップで、零奈のファンクラブ会長や生徒会長も務めていた。
本編開始の数年前、零奈と再婚した。常にポーカーフェイスを崩さない現実主義者だが、挑発に乗りやすい感情的な面もある。五姉妹の学業不振を気にかけている等親としての情はあるものの、多忙を理由に家でもあまり顔を合わせようとしない。義娘たちには「〜君」付けで呼ぶなど、他人行儀に接している。
中野 零奈（なかの れな）
声 - 京花優希
五姉妹の実母。本編開始時から5年前に亡くなっている。命日は8月14日。
五月同様、誰に対しても敬語を用いる。生前は高校教師を勤めており、同性の生徒すらも魅了するほどの容姿を持つ美人ながら、不愛想で生徒に媚びず、不良も鉄拳制裁するほどだった。そのためマルオをはじめとした教え子たちによるファンクラブができるほど人気があり、死後も慕われている。
私生活では五姉妹をシングルマザーとして育て上げ、再婚までは上杉家と変わらぬ極貧生活を強いられていた。それでも弱音を吐かず、子供たちに「5人一緒でいることの大切さ」を説いていた。
五姉妹の祖父
声 - 仲野裕
五姉妹の祖父であり、零奈の父親。老舗旅館「熊虎」の経営者。
余命幾ばくもない白髪の老人。五姉妹の顔を見極めることができる数少ない人物。風太郎と花嫁の結婚式から数年前に亡くなっている。
無堂 仁之介（むどう じんのすけ）
声 - 斉藤次郎
白髭を蓄えたスキンヘッドの壮年男性。零奈と同じく元教師であり、彼女の元担任教師にして元同僚。
五姉妹の実父。零奈のお腹の中にいる子供が五つ子だと分かった途端姿を消し、消息不明になったとされていたが、講師として全国を回りながら五つ子を想っていた。
一見温厚な人物だが、妻であった零奈に対し明らかに侮辱と思わせるような発言をしたり、継父であるマルオを父親にふさわしくないと嘯く等、実際は非常に自己中心的な性格。
それ故に今まで父親としての責任から逃避して来たのが原因で、学園祭にて五月やマルオから絶縁を言い渡されてしまい、退散する。

### 旭高校関係者
前田（まえだ）
声 - 伊東隼人
一花の2学年次のクラスメイトの男子生徒で、人相の悪い目つきと逆立った茶髪が特徴的。3年次に風太郎や姉妹と同じクラスになる。
同じクラスの一花に気があり、林間学校の際に「手をつないだカップルは結ばれる」という縁結びの伝説があるキャンプファイヤーに誘おうとするが、替え玉として一花に変装していた三玖に声をかけてしまう。そのフォローに入った風太郎に何かと突っかかっていたが、在学中はそれなりに親交を深めていた。
その後、林間学校の伝説がきっかけで同級生の女子生徒・松井（まつい / 声 - 内田彩）と結婚。身重の彼女と共に風太郎の結婚式に出席している。
武田 祐輔（たけだ ゆうすけ）
声 - 斉藤壮馬
風太郎達の同級生で、3年次にクラスメイトになる。父親は旭高校の理事長を務めており、母親は医師。中野家とは家族ぐるみでの付き合いがあり、マルオとも面識がある。
親の教育に縛られ、将来は母と同じく医師を目指すよう言われているが、本人は宇宙飛行士を夢見て努力している。自らの成績を鼻にかけることはあるが、不正を嫌い正々堂々戦うことを信条としている。
高校のテスト成績は風太郎が1位をキープし続けていたためずっと2位で、在学中ずっと彼をライバル視していたが、他人に関心を持たない彼には長らく存在すら認識されていなかった。そんな中、3年になって風太郎が成績を落とした原因が五姉妹の面倒を見ていたことであると知り、対等な条件で競うべく、親同士の密約を利用する形で家庭教師交代を賭け全国統一模試の順位を争うことになる。結果は健闘したものの敗北し、風太郎のことを永遠のライバルとして尊敬にも似た感情で認める。これ以降は風太郎とはある程度交流を持つようになった。
江場（えば）
声 - 安齋由香里
陸上部の部長。浅黒い肌とポニーテールが特徴的。思い込みの激しい性格で少々エゴイストな面がある。助っ人として仮入部した四葉の才能に惚れ込み、彼女を入部させようと期末試験の勉強そっちのけで合宿実施等を画策するが、四葉に変装した二乃に強引な勧誘を咎められる。その後、流されるままで二乃や風太郎らにまで迷惑をかけたことを反省した四葉が改めて江場と話し合い、大会まで協力という条件で勧誘は諦める。

### その他
江端（えばた）
声 - 三瓶雄樹
中野父に仕える秘書。白髪の壮年男性。五姉妹が中野家に引き取られる以前から現職に就いているが、以前は教師をしていた。
2年次の冬、実力不足を痛感した風太郎が自主的に五姉妹の家庭教師を辞めた際、それに反発する五姉妹の頼みごとを聞き、風太郎に引き続き家庭教師をさせる作戦に協力した。
下田（しもだ）
声 - 矢作紗友里
五姉妹の母親・零奈の元教え子で塾講師。元ヤンであり、口調が荒い。
1月14日、零奈の月命日の墓参りの場で高校2年生になった五月と初めて出会う。彼女に請われて「教師としての零奈」について話し、彼女の指導で更生し同じ教育者の道に進んだことを語った。陽気だが現実を見据えており、母親への憧れから教師になりたいと言う五月に対して、その気持ちと実際に教師を目指すことの違いを語った上で進路をよく考えるように諭している。
織田社長
声 - 赤澤涼太
一花が所属する芸能プロダクションの代表者。バツイチのシングルファーザー。一花の才能に惚れ込んでおり、一見向いてなさそうな仕事だろうと演じられると信じて取ってくる。風太郎に対しても興味を持っているらしい。
菊（きく）
声 - 新井里美
社長の一人娘。ジト目と三つ編みが特徴的。
妙に大人びた幼稚園児。横柄な性格で、上から目線の発言が目立つ。母親の浮気で父親が苦労してきたのを知ってるため、ままごとでは「ママはいらない」と言うが、一方で母親がいないことを寂しく思っていることを風太郎に見抜かれ、子供らしく素直になるよう諭される。
アニメ版では長らく登場の機会がなかったが、『∽』にて初登場。
ケーキ屋の店長
声 - 鳥海浩輔
風太郎と二乃のバイト先であるケーキ店の店長。人相は悪いが人当たりが良く、穏やかな人柄。店を繁盛させるために常に試行錯誤しており、風太郎からは見習いたいハングリー精神と称される程。中野姉妹に対しても好意的だが、中野姉妹に食べ放題をさせる代わりに風太郎の給料から引くと言うなどのブラックなジョークを言うことがある。また、ライバル店であり、三玖の働いている向かいのパン屋を「糞パン屋」と呼び、敵視している。
竹林
声 - 京花優希
小学6年生の時の風太郎の同級生。美人で学級委員もしている優等生で、風太郎は修学旅行中こっそり竹林の写真を撮影していた。当時勉強が苦手だった風太郎に勉強を教えていた。旭高校の学園祭に訪れたときに数年ぶりに風太郎と再会し、中野姉妹とも親交を深めた。

## 書誌情報

### コミックス
- 春場ねぎ 『五等分の花嫁』 講談社〈講談社コミックス〉、全14巻
  1. 2017年10月17日第1刷発行（同日発売[講 1]）、ISBN 978-4-06-510249-7
  2. 2017年12月15日第1刷発行（同日発売[講 2]）、ISBN 978-4-06-510814-7
  3. 2018年3月16日第1刷発行（同日発売[講 3]）、ISBN 978-4-06-511075-1
  4. 2018年5月17日第1刷発行（同日発売[講 4]）、ISBN 978-4-06-511416-2
  5. 2018年7月17日第1刷発行（同日発売[講 5]）、ISBN 978-4-06-511988-4
  6. 2018年9月14日第1刷発行（同日発売[講 6]）、ISBN 978-4-06-512607-3
  7. 2018年12月17日第1刷発行（同日発売[講 7]）、ISBN 978-4-06-513250-0
  8. 2019年2月15日第1刷発行（同日発売[講 8]）、ISBN 978-4-06-514125-0
  9. 2019年4月17日第1刷発行（同日発売[講 9]）、ISBN 978-4-06-514879-2
  10. 2019年6月17日第1刷発行（同日発売[講 10]）、ISBN 978-4-06-515308-6
  11. 2019年9月17日第1刷発行（同日発売[講 11]）、ISBN 978-4-06-516335-1
  12. 2019年11月15日第1刷発行（同日発売[講 12]）、ISBN 978-4-06-517312-1
  13. 2020年1月17日第1刷発行（同日発売[講 13]）、ISBN 978-4-06-518452-3
  14. 2020年4月17日第1刷発行（同日発売[講 14][講 15]）、ISBN 978-4-06-518687-9 / ISBN 978-4-06-519722-6（特装版）
- 春場ねぎ 『五等分の花嫁 第0巻』、2019年3月20日発売[37] - TVアニメ「五等分の花嫁」第1巻（Blu-ray/DVD）初回限定特典。週刊少年マガジン2017年8号に掲載された読み切りを収録。また、映画「五等分の花嫁」Blu-ray/DVDの特典ではフルカラー版が収録された。
- 春場ねぎ 『五等分の花嫁 フルカラー版』 講談社〈KCデラックス〉、全14巻
  1. 2020年4月17日第1刷発行（同日発売[講 16]）、ISBN 978-4-06-519515-4
  2. 2020年5月15日第1刷発行（同日発売[講 17]）、ISBN 978-4-06-519516-1
  3. 2020年6月17日第1刷発行（同日発売[講 18]）、ISBN 978-4-06-520444-3
  4. 2020年7月17日第1刷発行（同日発売[講 19]）、ISBN 978-4-06-520617-1
  5. 2020年8月17日第1刷発行（同日発売[講 20]）、ISBN 978-4-06-521005-5
  6. 2020年9月17日第1刷発行（同日発売[講 21]）、ISBN 978-4-06-521146-5
  7. 2020年10月16日第1刷発行（同日発売[講 22]）、ISBN 978-4-06-521148-9
  8. 2020年11月17日第1刷発行（同日発売[講 23]）、ISBN 978-4-06-521149-6
  9. 2020年12月17日第1刷発行（同日発売[講 24]）、ISBN 978-4-06-521150-2
  10. 2021年1月15日第1刷発行（同日発売[講 25]）、ISBN 978-4-06-521151-9
  11. 2021年2月17日第1刷発行（同日発売[講 26]）、ISBN 978-4-06-521153-3
  12. 2021年3月17日第1刷発行（同日発売[講 27]）、ISBN 978-4-06-521154-0
  13. 2021年4月16日第1刷発行（同日発売[講 28]）、ISBN 978-4-06-521152-6
  14. 2021年5月17日第1刷発行（同日発売[講 29]）、ISBN 978-4-06-521155-7

### キャラクターブック
各ヒロインのイラストや作者インタビューなどを収録したファンブック。
- 春場ねぎ、週刊少年マガジン編集部（監修） 『五等分の花嫁 キャラクターブック』 講談社〈KCデラックス〉、全5巻
  1. 『一花』、2019年11月15日第1刷発行（同日発売[講 30]）、ISBN 978-4-06-516921-6
  2. 『ニ乃』、2019年12月17日第1刷発行（同日発売[講 31]）、ISBN 978-4-06-517164-6
  3. 『三玖』、2020年1月17日第1刷発行（同日発売[講 32]）、ISBN 978-4-06-517361-9
  4. 『四葉』、2020年2月17日第1刷発行（同日発売[講 33]）、ISBN 978-4-06-518174-4
  5. 『五月』、2020年3月17日第1刷発行（同日発売[講 34]）、ISBN 978-4-06-518558-2

### ノベライズ
アニメシリーズを基にしたノベライズ作品と、春場ねぎの完全監修による『五等分の花嫁【春夏秋冬】』がある。
- 豊田美加（著）、春場ねぎ（原作） 『アニメ 五等分の花嫁 ノベライズ』 講談社〈講談社KK文庫〉、全5巻
  1. 2022年4月1日発売[講 35]、ISBN 978-4-06-527045-5
  2. 2022年4月25日発売[講 36]、ISBN 978-4-06-527363-0
  3. 2022年4月25日発売[講 37]、ISBN 978-4-06-527364-7
  4. 2022年6月16日発売[講 38]、ISBN 978-4-06-527902-1
  5. 2022年6月16日発売[講 39]、ISBN 978-4-06-527976-2
- あさのハジメ（著）、春場ねぎ（原作・イラスト） 『五等分の花嫁【春夏秋冬】』 講談社〈KCデラックス〉、既刊1巻（2025年1月17日現在）
  1. 2025年1月17日発売[38][講 40]、ISBN 978-4-06-537899-1

### 設定資料集
- 週刊少年マガジン編集部（監修） 『五等分の花嫁 TVアニメ第1期 公式設定資料集』 講談社〈KCデラックス〉、2020年4月17日発売[講 41]、ISBN 978-4-06-519172-9

### 英会話本
- 春場ねぎ（原作）、メディアビーコン（著）、週刊少年マガジン編集部（監修） 『五等分の花嫁 How do you say it in English?』 2024年8月22日発売[講 42]、ISBN 978-4-06-535776-7

### 絵本
五つ子の幼少期が描写されている絵本
- 春場ねぎ（原作・監修）、あさのますみ（文）、もなか（絵） 『絵本 五等分の花嫁 いつつごちゃんと パンケーキ』 2024年09月12日発売[講 43]、ISBN 978-4-06-536411-6

## アニメ

### テレビアニメ
2018年8月8日にテレビアニメ化が発表され、TBS『アニメリコ』枠ほかにて第1期が2019年1月から3月まで放送された。
第2期『五等分の花嫁∬』は2019年5月5日に制作決定が発表され、同じく『アニメリコ』枠ほかにて2021年1月から3月まで放送された。BS放送はBS-TBSからBS11に変更されており、同局では2020年10月より第1期の再放送が行われる。当初は2020年10月からの放送が予定されていたが、新型コロナウイルスの感染拡大の影響により放送延期となった。
TVSP『五等分の花嫁∽』は2023年4月1日に制作決定が発表され、2023年9月2日に前編、9日に後編を放送。また、同年7月14日より全国の劇場にて3週間限定で先行上映。これまでのアニメシリーズでは描かれてこなかった原作エピソードを中心に映像化された。
TVスペシャル『五等分の花嫁＊』は2024年4月28日に制作決定が発表され、同年12月にTBSほかにて放送された。また、テレビ放送に先駆け、同年9月20日より劇場にて上映された。春場の原案・完全監修のもとで上杉風太郎と五つ子の「新婚旅行編」が映像化されている。
作品モデル地の愛知県を含む中京広域圏の地上波でも、系列のCBCテレビで遅れて放送されている。（1期は2022年10月期、2期は2023年1 - 4月、TVSP『∽』は12月、字幕放送）

#### スタッフ
|                               | 第1期                                | 第2期                                          | TVSP                           | TVSP2                             |
| ----------------------------- | ------------------------------------ | ---------------------------------------------- | ------------------------------ | --------------------------------- |
| 原作                          | 春場ねぎ                             | 春場ねぎ                                       | 春場ねぎ                       | 春場ねぎ                          |
| 監督                          | 桑原智                               | かおり                                         | 宮本幸裕                       | 神保昌登                          |
| シリーズ構成                  | 大知慶一郎                           | 大知慶一郎                                     | 大知慶一郎                     | 神保昌登                          |
| キャラクターデザイン          | 中村路之将                           | 勝又聖人                                       | 勝又聖人                       | 勝又聖人                          |
| キャラクターデザイン          | 中村路之将                           | N/A                                            | 潮月一也                       | N/A                               |
| 美術監督                      | 斉藤雅己                             | 扇山秋仁                                       | 内藤健                         | 後藤俊彦                          |
| プロップデザイン              | 荻野美希、川石テツヤ                 | N/A                                            | N/A                            | 宮尾悠理奈、中野真希              |
| 色彩設計                      | 油谷ゆみ                             | 松山愛子                                       | 日比野仁、渡辺康子             | 松山愛子                          |
| 撮影監督                      | 染谷和正 江上怜                      | 千葉大輔                                       | 江上怜                         | 千葉大輔                          |
| 編集                          | 内田渉                               | 武宮むつみ                                     | 松原理恵                       | 武宮むつみ                        |
| 音響監督                      | 平光琢也                             | 髙桑一                                         | 髙桑一                         | 髙桑一                            |
| 音楽                          | 中村巴奈重、櫻井美希                 | 中村巴奈重、櫻井美希                           | 中村巴奈重、櫻井美希           | 中村巴奈重、櫻井美希              |
| 音楽                          | 田渕夏海                             | N/A                                            | N/A                            | 田渕夏海                          |
| 音楽制作                      | 日音                                 | 日音                                           | 日音                           | 日音                              |
| 音楽プロデューサー            | 水田大介、中目孝昭                   | 水田大介                                       | 水田大介                       | 水田大介                          |
| プロデューサー                | 田中潤一朗、古川慎                   | 田中潤一朗、古川慎                             | 田中潤一朗、古川慎             | 田中潤一朗、古川慎                |
| プロデューサー                | 相島豪太                             | 相島豪太                                       | 植木達也、鈴木敬公             | 植木達也、鈴木敬公                |
| プロデューサー                | 中村伸一、高野泰博                   | 和泉勇一、中目孝昭、吉田健人                   | 飛田野和彦、吉田健人           | 丸山恒尚、君塚耕太                |
| プロデューサー                | N/A                                  | 上田智輝、大和田智之、小倉充俊                 | 上田智輝、大和田智之、小倉充俊 | 上田智輝、大和田智之、小倉充俊    |
| アニメーション プロデューサー | 宇田川純男、大澤宏志                 | 山本啓裕                                       | 松川裕也                       | 山本啓裕                          |
| アニメーション制作            | 手塚プロダクション                   | バイブリー アニメーションスタジオ              | シャフト                       | バイブリー アニメーションスタジオ |
| 製作協力                      | ポニーキャニオン、講談社、GYAO、日音 | ポニーキャニオン、講談社、GYAO、日音           | N/A                            | N/A                               |
| 製作協力                      | ZERO-A                               | BS11 グッドスマイルフィルム ブシロード、MAGNET | N/A                            | N/A                               |
| 配給                          | N/A                                  | N/A                                            | N/A                            | ポニーキャニオン                  |
| 製作                          | 「五等分の花嫁」 製作委員会          | 「五等分の花嫁∬」 製作委員会                   | 「五等分の花嫁∽」 製作委員会   | 「五等分の花嫁＊」 製作委員会     |
| 製作                          | TBS                                  |                                                | 「五等分の花嫁∽」 製作委員会   | 「五等分の花嫁＊」 製作委員会     |

#### 主題歌
「五等分の気持ち」
花澤香菜、竹達彩奈、伊藤美来、佐倉綾音、水瀬いのりからなる「中野家の五つ子」による第1期オープニングテーマ。作詞・作曲・編曲は斉藤信治。
「Sign」
内田彩による第1期エンディングテーマ。作詞は金子麻友美、作曲・編曲は松坂康司。
「ごぶんのいち」
中野家の五つ子による第1期第12話（第1期最終回）の特別エンディングテーマ。作詞・作曲・編曲は新田目駿。
「五等分のカタチ」
中野家の五つ子による第2期オープニングテーマ。作詞・作曲・編曲は武田将弥。
「はつこい」
中野家の五つ子による第2期エンディングテーマ。作詞は結城アイラ、作曲はArt Neco、編曲は三谷秀甫。
「五等分の未来」
中野家の五つ子によるTVSPオープニングテーマ。作詞・作曲・編曲は武田将弥。
「たからもの」
中野家の五つ子によるTVSPエンディングテーマ。作詞は結城アイラ、作曲は中村巴奈重、編曲は兼松 衆。
「五等分の笑顔」
中野家の五つ子によるTVSP2オープニングテーマ。作詞は結城アイラ、作曲・編曲は武田将弥。
「メモリーズ」
中野家の五つ子によるTVSP2エンディングテーマ。作詞は結城アイラ、作曲は櫻井美希、編曲は中村巴奈重。

#### 各話リスト
| 話数   | サブタイトル            | シナリオ   | 絵コンテ          | 演出                     | 作画監督                                                                        | 総作画監督                                                     | 初放送日        |       |       |       |       |       |       |       |       |       |       |       |       |       |       |       |       |       |
| 第1期  | 第1期                   | 第1期      | 第1期             | 第1期                    | 第1期                                                                           | 第1期                                                          | 第1期           | 第1期 | 第1期 | 第1期 | 第1期 | 第1期 | 第1期 | 第1期 | 第1期 | 第1期 | 第1期 | 第1期 | 第1期 | 第1期 | 第1期 | 第1期 | 第1期 | 第1期 |
| ------ | ----------------------- | ---------- | ----------------- | ------------------------ | ------------------------------------------------------------------------------- | -------------------------------------------------------------- | --------------- | ----- | ----- | ----- | ----- | ----- | ----- | ----- | ----- | ----- | ----- | ----- | ----- | ----- | ----- | ----- | ----- | ----- |
| #01    | 五等分の花嫁            | 大知慶一郎 | 桑原智            | いわもとやすお           | 清水健一 斉藤圭太                                                               | -                                                              | 2019年 1月11日  |       |       |       |       |       |       |       |       |       |       |       |       |       |       |       |       |       |
| #02    | 屋上の告白              | 大知慶一郎 | 桑原智            | 前園文夫                 | 蓮生かすみ 中熊太一 氏家章雄 斉藤圭太                                           | -                                                              | 1月18日         |       |       |       |       |       |       |       |       |       |       |       |       |       |       |       |       |       |
| #03    | 問題は山積み            | 大知慶一郎 | 桑原智            | 山口頼房                 | 清水健一 佐藤このみ 内田裕 黄風 谷口繁則 楊国福 野田道子 楊彤琤 渡部桂太 鄭叡興 | 中村路之将 氏家章雄 斉藤圭太 齊藤格                            | 1月25日         |       |       |       |       |       |       |       |       |       |       |       |       |       |       |       |       |       |
| #04    | 今日はお休み            | 森田眞由美 | 山岡実            | 桑原智                   | 清水健一 黄風 楊国福 楊彤琤 鄭叡興                                              | 中村路之将 氏家章雄 斉藤圭太 齊藤格 中村深雪                   | 2月1日          |       |       |       |       |       |       |       |       |       |       |       |       |       |       |       |       |       |
| #05    | 全員で五等分            | 森田眞由美 | 蓮生かすみ 桑原智 | 前園文夫                 | 吉田肇 なかじまちゅうじ 羽野広範 藤原竜我 Wang Ming                             | 中村路之将 氏家章雄 斉藤圭太 齊藤格 中村深雪                   | 2月8日          |       |       |       |       |       |       |       |       |       |       |       |       |       |       |       |       |       |
| #06    | 積み上げたもの          | 大知慶一郎 | 桑原智            | 森田侑希                 | Kim HseSook Hawang Seongwon Kim Jin Yeong Hong ChongYong 桜井木ノ実 岩垂瑞樹    | 中村路之将 氏家章雄 斉藤圭太 齊藤格 中村深雪                   | 2月15日         |       |       |       |       |       |       |       |       |       |       |       |       |       |       |       |       |       |
| #07    | 嘘つき嘘たろう          | 大知慶一郎 | 桑原智            | 吉村文宏                 | 中熊太一                                                                        | 中村路之将 氏家章雄 斉藤圭太 齊藤格 谷川政輝                   | 2月22日         |       |       |       |       |       |       |       |       |       |       |       |       |       |       |       |       |       |
| #08    | 始まりの写真            | 大知慶一郎 | 山岡実            | 宮田亮                   | 南伸一郎 丸英男 谷口繁則                                                        | 中村路之将 氏家章雄 斉藤圭太 齊藤格 大塚八愛                   | 3月1日          |       |       |       |       |       |       |       |       |       |       |       |       |       |       |       |       |       |
| #09    | 結びの伝説1日目         | 森田眞由美 | 桑原智            | 千葉孝幸                 | 飯泉俊臣 山口光紀 吉田和香子 青野厚司 岩崎亮 橋本純一 臼田美夫 鷲北恭太         | 中村路之将 氏家章雄 斉藤圭太 齊藤格                            | 3月8日          |       |       |       |       |       |       |       |       |       |       |       |       |       |       |       |       |       |
| #10    | 結びの伝説2日目         | 森田眞由美 | 山岡実            | 鈴木卓夫                 | Lee Min-bae Kim Bo-kyoung Kwon Hyuk-jung Hong Yu-ml Ha Hyung-wook               | 中村路之将 氏家章雄 斉藤圭太 齊藤格 大塚八愛                   | 3月15日         |       |       |       |       |       |       |       |       |       |       |       |       |       |       |       |       |       |
| #11    | 結びの伝説3日目         | 大知慶一郎 | 桑原智            | 吉澤翠                   | 高野晃久 山村洋貴 宮井加奈 杉山延寛                                             | 中村路之将                                                     | 3月22日         |       |       |       |       |       |       |       |       |       |       |       |       |       |       |       |       |       |
| #12    | 結びの伝説2000日目      | 大知慶一郎 | 桑原智            | 吉村文宏                 | Lee Min-bae Hong Yu-mi Yoo Seung chul Wang Yuechun 張丁 鄭叡興 小可愛軍団-明子  | 中村路之将 氏家章雄 斉藤圭太 齊藤格 大塚八愛 高野晃久 中村深雪 | 3月29日         |       |       |       |       |       |       |       |       |       |       |       |       |       |       |       |       |       |
| 第2期  |                         |            |                   |                          |                                                                                 |                                                                |                 |       |       |       |       |       |       |       |       |       |       |       |       |       |       |       |       |       |
| 第1話  | 今日と京都の凶と共      | 大知慶一郎 | かおり            | かおり                   | 平鹿幸恵 野中正幸                                                               | 勝又聖人                                                       | 2021年 1月8日   |       |       |       |       |       |       |       |       |       |       |       |       |       |       |       |       |       |
| 第2話  | 七つのさよなら 第一章   | 大知慶一郎 | 吉田泰三          | 青木youイチロー 一居一平 | 有間涼太 河本有聖                                                               | 勝又聖人 下谷智之                                              | 1月15日         |       |       |       |       |       |       |       |       |       |       |       |       |       |       |       |       |       |
| 第3話  | 七つのさよなら 第二章   | 大知慶一郎 | 水野竜馬          | きみやしげる             | 原田峰文                                                                        | 勝又聖人                                                       | 1月22日         |       |       |       |       |       |       |       |       |       |       |       |       |       |       |       |       |       |
| 第4話  | 七つのさよなら 第三章   | 大知慶一郎 | 新谷研人 かおり   | 新谷研人                 | 有間涼太 平鹿幸恵 水崎健太 北島勇樹                                             | 勝又聖人                                                       | 1月29日         |       |       |       |       |       |       |       |       |       |       |       |       |       |       |       |       |       |
| 第5話  | 今日はお疲れ            | 大知慶一郎 | 水野竜馬 かおり   | 青木youイチロー          | 有間涼太 水崎健太 北島勇樹                                                      | 有間涼太                                                       | 2月5日          |       |       |       |       |       |       |       |       |       |       |       |       |       |       |       |       |       |
| 第6話  | 最後の試験              | 大知慶一郎 | 熨斗谷充孝 かおり | 熨斗谷充孝               | 徳川恵梨 Song Hyeonju Han Eunmi Kim Eunha Park Sunok Jeong Eunhui               | 平鹿幸恵 下谷智之                                              | 2月12日         |       |       |       |       |       |       |       |       |       |       |       |       |       |       |       |       |       |
| 第7話  | 攻略開始                | 大知慶一郎 | 吉田泰三          | 一居一平                 | 有間涼太 平鹿幸恵 水崎健太                                                      | 有間涼太                                                       | 2月19日         |       |       |       |       |       |       |       |       |       |       |       |       |       |       |       |       |       |
| 第8話  | スクランブルエッグ      | 大知慶一郎 | 森本育郎          | 北川隆之                 | 勝又聖人 平鹿幸恵 水崎健太 北島勇樹 森本浩文                                    | 勝又聖人                                                       | 2月26日         |       |       |       |       |       |       |       |       |       |       |       |       |       |       |       |       |       |
| 第9話  | ようこそ3年1組          | 大知慶一郎 | 吉田泰三          | 古賀一臣                 | 日高真由美 津熊建徳 三橋桜子 門智昭 岩垂瑞樹 吉野麦                             | 有間涼太                                                       | 3月5日          |       |       |       |       |       |       |       |       |       |       |       |       |       |       |       |       |       |
| 第10話 | 五羽鶴の恩返し          | 大知慶一郎 | 吉田泰三          | まつもとよしひさ         | 落合良亮 水崎健太 村上彩香 澤村亨 田之上慎 赤尾良太郎 酒井KEI 星月動画          | 勝又聖人 平鹿幸恵                                              | 3月12日         |       |       |       |       |       |       |       |       |       |       |       |       |       |       |       |       |       |
| 第11話 | シスターズウォー 前半戦 | 大知慶一郎 | 森本育郎          | 関暁子                   | 水崎健太 福田佳太 首藤武夫 村上彩香 澤村亨                                      | 勝又聖人 平鹿幸恵                                              | 3月19日         |       |       |       |       |       |       |       |       |       |       |       |       |       |       |       |       |       |
| 第12話 | シスターズウォー 後半戦 | 大知慶一郎 | かおり            | かおり                   | 平鹿幸恵 落合良亮 水崎健太 首藤武夫 ウタ 福田佳太 村上彩香 澤村亨               | 勝又聖人 平鹿幸恵                                              | 3月26日         |       |       |       |       |       |       |       |       |       |       |       |       |       |       |       |       |       |
| TVSP   |                         |            |                   |                          |                                                                                 |                                                                |                 |       |       |       |       |       |       |       |       |       |       |       |       |       |       |       |       |       |
| 前編   | 偶然のない夏休み        | 大知慶一郎 | 松村幸治          | 松村幸治                 | 高野晃久 崎本さゆり 杉山延寛 宮嶋仁志                                           | 潮月一也                                                       | 2023年 9月2日   |       |       |       |       |       |       |       |       |       |       |       |       |       |       |       |       |       |
| 後編   | 偶然のない夏休み        | 大知慶一郎 | 吉澤翠            | 宮本幸裕                 | 宮井加奈 山村洋貴 浅井昭人 高橋みき 岩本里奈                                    | 潮月一也                                                       | 9月9日          |       |       |       |       |       |       |       |       |       |       |       |       |       |       |       |       |       |
| TVSP2  |                         |            |                   |                          |                                                                                 |                                                                |                 |       |       |       |       |       |       |       |       |       |       |       |       |       |       |       |       |       |
| 前編   | 五つ子ちゃん大事件      | 神保昌登   | 安部元宏          | 松本マサユキ             | 木村文香 深沢純怜 松岡未沙 黒澤浩美 友廣愛 齊田博之 森本明慧                    | 野中正幸                                                       | 2024年 12月24日 |       |       |       |       |       |       |       |       |       |       |       |       |       |       |       |       |       |
| 後編   | 五つ子ちゃん大作戦      | 神保昌登   | 安部元宏          | 秋田谷典昭               | 米田紘 東古真奈 和田清美 廣冨麻由 佐藤かおる 松川哲也 西森有希 八木原唯         | 野中正幸                                                       | 2024年 12月24日 |       |       |       |       |       |       |       |       |       |       |       |       |       |       |       |       |       |

#### 放送局
| 放送期間                                                   | 放送時間                     | 放送局         | 対象地域   | 備考                      |
| ---------------------------------------------------------- | ---------------------------- | -------------- | ---------- | ------------------------- |
| 2019年1月11日 - 3月29日                                    | 金曜 1:28 - 1:58（木曜深夜） | TBSテレビ      | 関東広域圏 | 製作局 / 字幕放送         |
| 2019年1月12日 - 3月30日                                    | 土曜 0:00 - 0:30（金曜深夜） | サンテレビ     | 兵庫県     |                           |
| 2019年1月13日 - 3月31日                                    | 日曜 2:00 - 2:30（土曜深夜） | BS-TBS         | 日本全域   | BS/BS4K放送               |
| 2019年1月21日 - 4月8日                                     | 月曜 1:00 - 1:30（日曜深夜） | TBSチャンネル1 | 日本全域   | CS放送 / リピート放送あり |
| TBSテレビ・BS-TBS・TBSチャンネル1では『アニメリコ』第1部。 |                              |                |            |                           |

| 配信開始日    | 配信時間                     | 配信サイト |
| ------------- | ---------------------------- | --- |
| 2019年1月11日 | 金曜 12:00 更新              | GYAO! |
|               | 金曜 23:30 - 土曜 0:00       | ニコニコ生放送 |
| 2019年1月13日 | 日曜 0:00（土曜深夜） 更新   | ニコニコチャンネル dアニメストア dTV Hulu U-NEXT アニメ放題 バンダイチャンネル Amazon Prime Video Rakuten TV ビデオマーケット FOD J:COMオンデマンド TSUTAYA TV ひかりTV ビデオパス |
|               | 日曜 0:30 - 1:00（土曜深夜） | AbemaTV |

| 放送期間               | 放送時間                     | 放送局         | 対象地域   | 備考                                         |
| ---------------------- | ---------------------------- | -------------- | ---------- | -------------------------------------------- |
| 2021年1月8日 - 3月26日 | 金曜 1:28 - 1:58（木曜深夜） | TBSテレビ      | 関東広域圏 | 製作局 / 『アニメリコ』枠 / 字幕放送         |
|                        | 金曜 2:00 - 2:30（木曜深夜） | サンテレビ     | 兵庫県     |                                              |
|                        | 金曜 23:30 - 土曜 0:00       | BS11           | 日本全域   | 製作協力 / BS放送 / 『ANIME+』枠             |
| 2021年1月18日 -        | 月曜 1:30 - 2:00（日曜深夜） | TBSチャンネル1 | 日本全域   | CS放送 / リピート放送あり / 『アニメリコ』枠 |
| 2021年1月27日 -        | 水曜 1:00 - 1:30（火曜深夜） | テレビ神奈川   | 神奈川県   |                                              |

| 配信開始日    | 配信時間                     | 配信サイト |
| ------------- | ---------------------------- | --- |
| 2021年1月8日  | 金曜 6:00 更新               | GYAO! |
|               | 金曜 12:00 更新              | Paravi ABEMA Amazon Prime Video あにてれ バンダイチャンネル dTV dアニメストア FOD ひかりTV Hulu NETFLIX U-NEXT ニコニコチャンネル Rakuten TV ビデオマーケット GYAO!ストア DMM.com クランクイン！ |
| 2021年1月9日  | 土曜 0:00 - 0:30（金曜深夜） | ニコニコ生放送 |
|               | 土曜 0:30 - 1:00（金曜深夜） | ABEMA |
| 2021年1月16日 | 土曜 0:00 更新               | TSUTAYA TV |

| 放送期間              | 放送時間           | 放送局    | 対象地域   | 備考                             |
| --------------------- | ------------------ | --------- | ---------- | -------------------------------- |
| 2023年9月2日 - 9月9日 | 土曜 16:30 - 17:00 | TBSテレビ | 関東広域圏 | 製作参加 / 字幕放送              |
| 2023年9月10日         | 日曜 22:00 - 23:00 | BS11      | 日本全域   | 製作参加 / BS放送 / 『ANIME+』枠 |

| 放送期間       | 放送時間                     | 放送局    | 対象地域   | 備考                |
| -------------- | ---------------------------- | --------- | ---------- | ------------------- |
| 2024年12月24日 | 火曜 1:29 - 2:29（月曜深夜） | TBSテレビ | 関東広域圏 | 製作参加 / 字幕放送 |
| 2025年1月1日   | 水曜 16:00 - 17:00           | BS11      | 日本全域   | 製作参加 / BS放送   |
| 2話連続放送。  |                              |           |            |                     |

| TBSテレビ アニメリコ 第1部                             | TBSテレビ アニメリコ 第1部 | TBSテレビ アニメリコ 第1部      |
| 前番組                                                 | 番組名                     | 次番組                          |
| ------------------------------------------------------ | -------------------------- | ------------------------------- |
| 学園BASARA                                             | 五等分の花嫁               | けいおん！ アンコール（再放送） |
| TBSテレビ アニメリコ                                   |                            |                                 |
| アサルトリリィ BOUQUET 【ここまで『アニメリコ』第1部】 | 五等分の花嫁∬              | 異世界魔王と召喚少女の奴隷魔術Ω |

### 劇場アニメ
テレビアニメ第2期放送終了後に続編の制作が発表された。2022年5月20日に劇場アニメ『映画 五等分の花嫁』がポニーキャニオン配給で公開。本作の放映をもってアニメーション作品が完結した。

#### スタッフ（劇場）
- 原作 - 春場ねぎ[64]
- 監督 - 神保昌登[64]
- 副監督 - 春水融
- 脚本 - 大知慶一郎[64]
- 絵コンテ - 吉田泰三、売布清、二宮壮史、森本育郎、佐藤卓也、春水融
- 演出 - 原博、吉澤太智、木村佳嗣、山本隆太、平田貴大、春水融
- キャラクターデザイン - 勝又聖人[64]
- 総作画監督 - 落合良亮、有間涼太、平鹿幸恵、kojipero、勝又聖人
- 作画監督 - 落合良亮、有間涼太、水崎健太、長坂寛治、出野善則、小暮梨奈、黒川あゆみ、浅尾宏成、室井誠、川島尚、百代、丸岡功治、木村文香、吉山隆士、松岡末沙、徳永竜志、齊田博之、若山政志、藤木泰史、佐藤結花、張益、前田紬希、江藤大気、林奈美、ウサホリ、ビート、金到暎、丸山修二、大野勉、ふたふさ、陳力浩
- 色彩設計 - 松山愛子[64]
- 美術監督 - 扇山秋仁[64]
- 美術設定 - 野田綾乃、新妻雅行、スタヂオ誉
- 撮影監督 - 千葉大輔[64]
- 編集 - 武宮むつみ[64]
- 衣装設定 - 前田紬希
- プロップデザイン - 楊暁玥、内藤丈太郎
- 音響監督 - 高桑一[64]
- 音響制作 - ダックスプロダクション[64]
- 音楽 - 中村巴奈重、櫻井美希[64]
- 音楽制作プロデューサー - 水田大介
- 音楽制作 - 日音[64]
- プロデューサー - 田中潤一朗、上田智輝、古川慎、大和田智之、相島豪太、小倉充俊、和泉勇一、吉田健人
- アソシエイトプロデューサー - 比嘉麻衣子
- アシスタントプロデューサー - 松岡政孝、福島洋心
- アニメーションプロデュース - グッドスマイルフィルム
- アニメーションプロデューサー - 山本啓裕
- アニメーション制作 - バイブリーアニメーションスタジオ[64]
- 配給 - ポニーキャニオン[64]
- 製作 - 映画「五等分の花嫁」製作委員会（TBSテレビ、ポニーキャニオン、講談社、BS11、GYAO、グッドスマイルフィルム、ブシロード、日音、MAGNET）

#### 主題歌（劇場）
主題歌はテレビアニメに引き続き中野家の五つ子が担当。
「五等分の軌跡」
作詞・作曲は斉藤信治、高木龍一、編曲は佐藤厚仁。
「五等分の花嫁〜ありがとうの花〜」
作詞は結城アイラ、作曲・編曲は中村巴奈重。
「ラブ☆バケーション」
挿入歌。歌は中野二乃（竹達彩奈）、作詞・作曲はRazu Nekomo、編曲は石倉誉之、Razu Nekomo。

#### 興行成績
|                                     | 動員数 （万人） | 動員数 （万人） | 動員数 （万人） | 興行収入 （億円） | 興行収入 （億円） | 備考 |
| 週末                                | 週末            | 累計            | 週末            | 累計              |                   | 備考 |
| ----------------------------------- | --------------- | --------------- | --------------- | ----------------- | ----------------- | ---- |
| 1週目の週末 （2022年5月21日・22日） | 2位             | 20.0            | 29.0            | 2.7               | 3.9               |      |
| 2週目の週末 （5月28日・29日）       | 3位             |                 | 62.4            | 2.2               | 8.3               |      |
| 3週目の週末 （6月4日・5日）         | 4位             |                 | 82.9            | 1.3               | 10.9              |      |
| 4週目の週末 （6月11日・12日）       | 4位             |                 | 105.9           | 1.3               | 14.0              |      |

### BD / DVD
| 巻                        | 発売日        | 収録話          | 規格品番 | 規格品番   | 規格品番   |
| 巻                        | 発売日        | 収録話          | BD特装版 | BD通常版   | DVD通常版  |
| ------------------------- | ------------- | --------------- | -------- | ---------- | ---------- |
| 1                         | 2019年3月20日 | 第1話 - 第3話   | N/A      | PCXP-50641 | PCBP-54071 |
| 2                         | 2019年4月17日 | 第4話 - 第6話   | N/A      | PCXP-50642 | PCBP-54072 |
| 3                         | 2019年5月15日 | 第7話 - 第8話   | N/A      | PCXP-50643 | PCBP-54073 |
| 4                         | 2019年6月19日 | 第9話 - 第10話  | N/A      | PCXP-50644 | PCBP-54074 |
| 5                         | 2019年7月17日 | 第11話 - 第12話 | N/A      | PCXP-50645 | PCBP-54075 |
| コンパクト・ コレクション | 2022年9月21日 | 全12話          | N/A      | PCXP-50893 | N/A        |

| 巻                        | 発売日        | 収録話          | 規格品番 | 規格品番   | 規格品番   |
| 巻                        | 発売日        | 収録話          | BD特装版 | BD通常版   | DVD通常版  |
| ------------------------- | ------------- | --------------- | -------- | ---------- | ---------- |
| 1                         | 2021年3月17日 | 第1話 - 第3話   | N/A      | PCXP-50821 | PCBP-54411 |
| 2                         | 2021年4月21日 | 第4話 - 第6話   | N/A      | PCXP-50822 | PCBP-54412 |
| 3                         | 2021年5月19日 | 第7話 - 第8話   | N/A      | PCXP-50823 | PCBP-54413 |
| 4                         | 2021年6月16日 | 第9話 - 第10話  | N/A      | PCXP-50824 | PCBP-54414 |
| 5                         | 2021年7月21日 | 第11話 - 第12話 | N/A      | PCXP-50825 | PCBP-54415 |
| コンパクト・ コレクション | 2022年9月21日 | 全12話          | N/A      | PCXP-50894 | N/A        |

| 巻         | 発売日         | 収録話               | 規格品番   | 規格品番   | 規格品番   |
| 巻         | 発売日         | 収録話               | BD特装版   | BD通常版   | DVD通常版  |
| ---------- | -------------- | -------------------- | ---------- | ---------- | ---------- |
| 劇場アニメ | 2022年12月21日 | 映画「五等分の花嫁」 | PCXP-50919 | PCXP-50920 | PCBP-54597 |
| TVSP       | 2023年12月6日  | 『∽』全2話           | N/A        | PCXP-51017 | PCBP-54615 |
| TVSP2      | 2025年3月5日   | 『＊』全2話          | N/A        | PCXP-51126 | PCBP-54669 |

## ゲーム

### モバイルゲーム
五等分の花嫁 五つ子ちゃんはパズルを五等分できない。
2020年10月27日よりサービス開始のiOS / Android用アプリケーション。開発・運営はenishで、ジャンルは「新感覚ラブコメパズルゲーム」。原作の追体験ストーリーと、アプリオリジナルストーリーがフルボイスで展開される。
2025年6月30日をもってサービスを終了した。

### コンシューマゲーム
開発・販売は全てMAGES.が担当。
五等分の花嫁∬ 〜夏の思い出も五等分〜
2021年3月25日発売のNintendo Switch / PlayStation 4用ゲーム。ジャンルは「五つ子とドキドキ無人島生活ADV」。テレビアニメ第2期を元にした完全オリジナルストーリーが展開される。時系列としては修学旅行後の夏休み。
映画「五等分の花嫁」 〜君と過ごした五つの思い出〜
2022年6月2日発売のNintendo Switch / PlayStation 4用ゲーム。ジャンルは「ドキドキ卒業旅行ADV」。プレイヤー自身が風太郎となり、学園祭の3日目の後夜祭での告白とその半年後の沖縄での卒業旅行を体験できるゲームオリジナルストーリーが展開される。
五等分の花嫁 ごとぱずストーリー
2023年6月29日発売のNintendo Switch / PlayStation 4用ゲーム。モバイルゲームの「五等分の花嫁 五つ子ちゃんはパズルを五等分できない。」から1年目のストーリー部分を楽しめるメモリアルソフト。
五等分の花嫁 〜彼女と交わす五つの約束〜
2023年9月7日発売のNintendo Switch / PlayStation 4用ゲーム。ジャンルは「ドキドキ夏休みデートADV」。大学4年生の冬から始まり、大学1年生の夏の出来事を回想するゲームオリジナルストーリーが展開される。
五等分の花嫁 ごとぱずストーリー 2nd
2024年10月31日発売のNintendo Switch / PlayStation 4用ゲーム。モバイルゲームの「五等分の花嫁 五つ子ちゃんはパズルを五等分できない。」から2年目のストーリー部分を楽しめるメモリアルソフト。
五等分のプリンセス 〜幻想と深淵と魔法学院〜
2025年9月18日発売予定のNintendo Switch / PlayStation 5 / PlayStation 4用ゲームソフト。ジャンルは「ドキドキダンジョンRPG」。魔法学院を舞台としたファンタジー世界観によるスピンオフ作品。

#### 主題歌（ゲーム）
「みなみかぜ」
中野家の五つ子による「五等分の花嫁∬ 〜夏の思い出も五等分〜」オープニングテーマ。作詞は結城アイラ、作曲・編曲は新田目駿。
「サマーデイズ」
中野家の五つ子による「五等分の花嫁∬ 〜夏の思い出も五等分〜」エンディングテーマ。作詞は結城アイラ、作曲・編曲は白戸佑輔。
「君の笑顔見たいから」
中野家の五つ子による「映画「五等分の花嫁」 〜君と過ごした五つの思い出〜」テーマソング。作詞は結城アイラ、作曲・編曲は武田将弥。
「わたしのヒーロー」
上杉らいは（CV：高森奈津美）による「五等分の花嫁 ごとぱずストーリー」テーマソング。作詞は結城アイラ、作曲・編曲は板垣祐介。
「世界中たったひとつ」
中野家の五つ子による「五等分の花嫁 〜彼女と交わす五つの約束〜」テーマソング。作詞は結城アイラ、作曲・編曲は三好啓太。

### VRゲーム
五等分の花嫁 思い出VR 〜五月編〜
2022年10月13日に配信されたSteam・Meta Quest用ゲーム。開発はNextNinjaで、ジャンルはVRアドベンチャーゲーム。中野五月との日常を体験でき、原作の再現ストーリーやゲームオリジナルのストーリーが展開される。

### 体感型ゲーム
五等分の花嫁×謎解きゲーム 赤点回避大作戦！
2019年1月26日から2月5日にかけて販売された店内周遊型のリアル謎解きゲーム。ゲーム・ナゾトキアドベンチャー（Bad News）により製作。「五等分の花嫁POP UP SHOP」（新宿丸井アネックス）内で謎解きクリアファイルとして発売。風太郎の代わりに1日家庭教師を任されることになった参加者が中野家を訪れ、赤点回避を目指して一緒に問題を解くと言う設定の下、店内をめぐり謎を解き歩く。
五等分の花嫁∬×謎解きゲーム〜勝ち取れ！らいはスマイル大作戦!!〜
2020年10月16日から10月31日にかけて販売された持ち帰り型のリアル謎解きゲーム。アニメユニバーシティコープにより製作。「「五等分の花嫁∬」×アトレ秋葉原『千夜一夜物語inアトレ秋葉原』」（アトレ秋葉原1店）内で謎解きクリアファイルとして発売。ブラインド商品になっていて、全5種類あるが、絵柄以外の内容の謎に違いはない。謎の言い伝えが存在するという観光地の島で開催されるというオリエンテーリング大会をインターネットで見つけた風太郎が、賞品を手に入れ妹のらいはを喜ばせたいと思い参加する事に決め、五つ子達の力を借りて大胆な作戦を思いつくという設定の下、参加者は謎解きに挑む。

### カードゲーム
花嫁が多すぎる
2020年8月8日に発売されたカードゲーム。アークライトゲームズから、大気圏内ゲームズによるゲームデザインのもと発売された。
五等分の花嫁 カードゲーム
2024年10月18日に発売された春場の原案・監修によるカードゲーム。ブシロードから発売されている。

## ラジオ
『ラジオ「五等分の花嫁∬」』をHiBiKi Radio Stationにて2021年1月29日から6月25日まで配信。パーソナリティは天津向。2021年9月10日にブシロードミュージックより5000枚限定でCDが発売された。
『ヴァイスシュヴァルツpresentsラジオ 映画「五等分の花嫁」』をHiBiKi Radio Stationにて2022年8月12日から12月23日まで配信。パーソナリティは天津向。
『ヴァイスシュヴァルツ presents ラジオ 五等分の花嫁∽』をTBSラジオにて2023年10月2日から2024年3月25日まで毎週月曜21時に放送した。パーソナリティは天津向。
| TBSラジオ 月曜 21:00 - 21:30 | TBSラジオ 月曜 21:00 - 21:30                       | TBSラジオ 月曜 21:00 - 21:30   |
| 前番組                       | 番組名                                             | 次番組                         |
| ---------------------------- | -------------------------------------------------- | ------------------------------ |
| ザ・Podcastワールド          | ヴァイスシュヴァルツ presents ラジオ 五等分の花嫁∽ | やる気スイッチラヂオアストルム |

## 舞台
アニメ第1期のストーリーをベースに舞台化。五つ子は日向坂46の4期生11人が◇組と☆・♡組に分かれてダブルキャスト（中野四葉のみトリプルキャスト）で演じた。

### 公演日程
2025年3月8日 - 23日、品川プリンスホテル ステラホール

### キャスト
- 中野一花 - ◇小西夏菜実 / ☆♡竹内希来里
- 中野二乃 - ◇清水理央 / ☆♡石塚瑶季
- 中野三玖 - ◇宮地すみれ / ☆♡渡辺莉奈
- 中野四葉 - ◇藤嶌果歩 / ☆正源司陽子 / ♡平尾帆夏
- 中野五月 - ◇山下葉留花 / ☆♡平岡海月
- 上杉風太郎 - 笹森裕貴
- 上杉らいは - 櫻井佑音
- 上杉勇也 - 篠田光亮
- アンサンブル - 麻倉美海、笠原希々花、新條月渚、松井優花、森本さくら、横松龍

出典：

### スタッフ
- 原作 - 春場ねぎ
- 脚本・演出 - 山崎彬
- 音楽監督 - 楠瀬拓哉
- 振付・ステージング - 野田裕貴（梅棒）

出典：

## 他作品とのコラボレーション
英語とクイズのココロセカイ
iOS / Android用アプリゲーム。2019年4月に本作とのコラボイベントが開催され、中野家五姉妹が登場した。
2019年11月にはコラボ第2弾が開催され、第1弾にはなかったボイスも実装された。
ビーナスイレブンびびっど！
iOS / Android用アプリゲーム。2019年5月に本作とのコラボイベントが開催され、中野家五姉妹が登場した。
2019年12月にはコラボ第2弾、2020年1月にはコラボ第3弾が開催されている。
ウチの姫さまがいちばんカワイイ
iOS / Android用アプリゲーム。2019年9月に本作とのコラボイベントが開催され、中野家五姉妹が登場した。
ブレイドストーリー
iOS / Android用アプリゲーム。2020年1月に本作とのコラボイベントが開催され、中野家五姉妹が登場した。コラボイベントには風太郎も登場する。
白猫テニス
iOS / Android用アプリゲーム。2020年2月に本作とのコラボイベントが開催され、中野家五姉妹が登場した。
エレメンタルストーリー
iOS / Android用アプリゲーム。2020年6月に本作とのコラボイベントが開催され、中野家五姉妹が登場した。
FAIRY TAIL 極・魔法乱舞
iOS / Android用アプリゲーム。2020年7月に本作とのコラボイベントが開催され、中野家五姉妹と風太郎が登場した。
マジカミ→アイ・アム・マジカミ
DMM GAMESで配信されているブラウザゲーム、およびiOS / Android用アプリゲーム。2020年8月に全年齢版のみで本作とのコラボイベントが開催。
五姉妹を模した衣装が登場。イベントストーリーには五姉妹とらいはが登場。
オンゲキ R.E.D.
アーケードゲーム。2020年9月から楽曲「五等分の気持ち」が追加された。
ユニゾンリーグ
iOS / Android用アプリゲーム。2020年12月に本作とのコラボイベントが開催され、中野家五姉妹が登場した。
ガールフレンド（仮）
iOS / Android用アプリゲーム。2021年2月に本作とのコラボイベントが開催され、中野家五姉妹が登場した。
D4DJ Groovy Mix
iOS / Android用アプリゲーム。2021年4月に本作とのコラボイベントが開催され、楽曲「五等分の気持ち」がカバーされ、またキャラと中野家五姉妹のコラボイラストなど登場した。
共闘ことばRPG コトダマン
iOS / Android用アプリゲーム。2021年7月に本作とのコラボイベントが開催され、中野家五姉妹とらいはが登場した。クイズクエストには風太郎も登場する。
彼女、お借りします ヒロインオールスターズ
iOS / Android用アプリゲーム。2021年11月に本作とのコラボイベントが開催され、中野家五姉妹が登場した。
逆転オセロニア
iOS / Android用アプリゲーム。2023年8月に本作とのコラボイベントが開催され、中野家五姉妹が登場した。
妖怪ウォッチ ぷにぷに
iOS / Android用アプリゲーム。2023年11月に本作とのコラボイベントが開催され、中野家五姉妹が登場した。
頭文字D THE ARCADE
SEASON4にて本作品とコラボしたプレイスタンプイベントが開催された。開催期間は2024年7月18日から10月23日。プレイスタンプを集めることでゲーム内を彩るコラボアイテムと交換できた。
なお、これと並行してタイムトライアルイベントが設けられた。開催期間は2024年8月8日からで、タイムトライアルイベントは2週間ごとに「推しフェス」対象のキャラクターが入れ替わり、ランキング上位10名は筐体・WEBサイト・公式SNSで表彰された。
モンスターストライク
iOS / Android用アプリゲーム。2024年10月に本作とのコラボイベントが開催され、中野家五姉妹が登場した。